# Sędziszów Małopolski (gmina)
Sędziszów Małopolski [sɛnˈd͡ʑiʂuf mawɔˈpɔlskʲi] est une commune urbaine-rurale de la Voïvodie des Basses-Carpates et du powiat de Ropczyce-Sędziszów. Elle s'étend sur 154,29 km2 et comptait 22588 habitants en 2005.